# كأس البرتغال 1939–40
كأس البرتغال 1939–40 (بالبرتغالية: Taça de Portugal de 1939–40‏) هو الموسم 2 من كأس البرتغال. كان عدد الأندية المشاركة فيه 15، وفاز فيه .